# Campionato europeo femminile under 16 di pallavolo
Il campionato europeo femminile under 16 di pallavolo è una competizione pallavolistica, organizzata dalla CEV, per squadre nazionali europee, riservata a giocatrici con un'età inferiore di 16 anni.
Nel 2023 la competizione è stata riservata a giocatrici con un'età inferiore ai 17 anni.

## Edizioni
| Edizione                                                                   | Edizione            | Podio    | Podio   | Podio    |
| Anno                                                                       | Organizzatore       | Campione | Seconda | Terza    |
| -------------------------------------------------------------------------- | ------------------- | -------- | ------- | -------- |
| Dal 2017 al 2021 la competizione è stata riservata alle nazionali under 16 |                     |          |         |          |
| 2017 Dettagli                                                              | Bulgaria            | Italia   | Russia  | Bulgaria |
| 2019 Dettagli                                                              | Italia              | Turchia  | Italia  | Russia   |
| 2021 Dettagli                                                              | Ungheria Slovacchia | Russia   | Italia  | Bulgaria |
| Dal 2023 la competizione è stata riservata alle nazionali under 17         |                     |          |         |          |
| 2023 Dettagli                                                              | Serbia Ungheria     | Italia   | Turchia | Croazia  |
| Dal 2025 la competizione è riservata alle nazionali under 16               |                     |          |         |          |
| 2025 Dettagli                                                              | Albania Kosovo      | Polonia  | Turchia | Italia   |

## Medagliere
| Pos. | Squadra  | 1º posto | 2º posto | 3º posto | Totale |
| ---- | -------- | -------- | -------- | -------- | ------ |
| 1    | Italia   | 2        | 2        | 1        | 5      |
| 2    | Turchia  | 1        | 2        | -        | 3      |
| 3    | Russia   | 1        | 1        | 1        | 3      |
| 4    | Polonia  | 1        | -        | -        | 1      |
| 5    | Bulgaria | -        | -        | 2        | 2      |
| 6    | Croazia  | -        | -        | 1        | 1      |